# Tausa (kommun)
Tausa är en kommun i Colombia.   Den ligger i departementet Cundinamarca, i den centrala delen av landet, 60 km norr om huvudstaden Bogotá. Antalet invånare är 7 715. Tausa ligger vid sjön Embalse del Neusa.